# Bruce Beutler
Bruce A. Beutler (n. 29 decembrie 1957, Chicago, Illinois, SUA) este un genetician și imunolog american, laureat al Premiului Nobel pentru Fiziologie sau Medicină în 2011, împreună cu Jules Hoffmann, pentru descoperiri în domeniul activării imunității înnăscute. Cei doi au primit jumătate din premiu, cealaltă fiindu-i acordată lui Ralph Steinman.